# Tim Kuik
Timotheus Jacobus (Tim) Kuik (1958) is een Nederlands jurist en bestuurder. Hij was van 1998 tot 2024 directeur van stichting BREIN.
Kuik studeerde rechten aan de Universiteit van Amsterdam. Hij studeerde in 1982 af met als specialisatie intellectueel eigendomsrecht. Na zijn studie begon Kuik bij CIC Video International. Dit was een joint venture tussen de filmstudio's Universal en Paramount om piraterij te bestrijden. Hierna bleef hij in dienst van Hollywood door te werken bij Motion Pictures Association in Brussel en Los Angeles. Hierna keerde hij terug naar Nederland om directeur te worden van het juist opgerichte BREIN.

## Kritiek
Zijn strijd tegen piraterij op internet, als directeur van stichting BREIN, heeft hem veel kritiek opgeleverd. Dit was met name het geval nadat BREIN werd beschuldigd van schending van privacy, door de persoonsgegevens achter IP-adressen van mensen op te vragen, die BREIN verdacht van schending van auteursrechten.
De persoonlijke bevlogenheid van Kuik bij zijn werkzaamheden voor stichting BREIN maakt hem ook persoonlijk een doelwit van kritiek en spot in de algemene discussie hoe er met auteursrechten omgegaan dient te worden in een veranderende wereld, waarin zaken als internet en downloaden een prominente rol zijn gaan spelen.